# Красностойкость
Красностойкость — характеристика жаропрочности стали, обозначающая способность стали сохранять при нагреве до температур красного каления высокую твёрдость и износостойкость, полученные в результате термической обработки.
Повышенная красностойкость — характерное свойство инструментальной стали. Красностойкость достигается легированием стали вольфрамом, молибденом, ванадием, хромом, а также высокотемпературной закалкой. Красностойкость определяют по максимальной температуре, при нагреве до которой сталь сохраняет определённую твёрдость; например, быстрорежущая сталь сохраняет твёрдость до 60 HRC при температуре 500—540 °C.
Наиболее высокая красностойкость — у твёрдых сплавов (до 900 °C).